# イトヒキフエダイ
イトヒキフエダイ（糸引笛鯛、Symphorus nematophorus）は、スズキ亜目フエダイ科の海水魚の一種。イトヒキフエダイ属は単型。沖縄ではイヌバーと呼ばれる。

## 分類
1860年にオランダの魚類学者であるピーター・ブリーカーによって、スラウェシ島から得られた標本に基づいて Mesoprion nematophorus として記載された。1872年にはドイツ生まれの魚類学者であるアルベルト・ギュンターによって、現在のイトヒキフエダイ属 Symphorus に分類された。イトヒキフエダイ属はフエダイ科イトヒキフエダイ亜科に属する2属のうちの1属である。属名の意味はギュンターによって説明されていないが、「一緒に」を意味する "sym" は背鰭が分かれていないことに由来する可能性がある。種小名の「糸」を意味する "nemato" という語は、若魚の背鰭軟条が糸状に伸びることに由来する。

## 分布・生態
西太平洋の亜熱帯、熱帯域に分布。アンダマン海、タイ西部から東はフィジー、トンガまで、南はオーストラリア北部、ニューカレドニアから、北は琉球列島まで、西太平洋に広く分布する。稚魚、成魚ともに水深50m以浅の珊瑚礁、岩礁に生息する。日本では、高知県、琉球列島沿岸で見られる。
通常単独で生活するが、パラオ沖では群れでの繁殖行動が観察されている。主に魚食性だが、口に入る小動物なら何でも食べる。寿命は最長で36年。

## 形態
全長は最大1mだが、通常は35cmほど。最大体重は13.2kg。体高は比較的高く、吻部はあまり尖らない。眼と鼻孔部の間には切れ込みが入る。口は眼まで開く。鰓蓋に突起や切れ込みは無い。内側には薄い歯が、外側には太い歯がある。上顎前方には犬歯のような歯がある。鋤骨歯は無い。和名の通り糸を引くように背鰭の第3-第6軟条が伸びる。頭部背縁は丸く、体色は赤い。尾柄上部に黒色円斑はなく、腹鰭、臀鰭および尾鰭の下縁は黄色。背鰭は10棘15-16軟条、臀鰭は3棘9軟条から成る。胸鰭は長く、肛門まで伸び、鰭条16本で構成される。尾鰭は截形。体色は灰褐色から赤みがかった色で、不規則な模様が入る。若魚は橙色から褐色で、頭部と体側に青色縦線が8-12本あり、固定後は暗色に変化する。

## 利用
本種は釣りやスピアフィッシングの対象で、食用となり、美味とされる。老成魚からはシガテラ中毒の報告例があり、大型個体を利用する際は注意が必要である。

## シノニム

### 属名
- Glabrilutjanus Fowler, 1931
- Paradicichthys Whitley, 1930

### 種小名
- Mesoprion nematophorus Bleeker, 1860
- Glabrilutjanus nematophorus (Bleeker, 1860)
- Lutjanus nematophorus (Bleeker, 1860)
- Symporichthys nematophorus (Bleeker, 1860)
- Symphorus taeniolatus Günther, 1872
- Paradicichthys venenatus Whitley, 1930
- Symphorus forsteri Fowler, 1933